# Arturo López Gavito
Arturo López Gavito (México, 27 de noviembre de 1970), apodado como El Juez de Hierro, es un productor musical, mercadólogo, mánager, locutor de radio y crítico de televisión mexicano. Fue Vicepresidente de Marketing de The Walt Disney Company México hasta principios de 2019. Es conocido por participar en el panel de críticos del programa de televisión La Academia de TV Azteca. A lo largo de su trayectoria ha ayudado a impulsar las carreras de diversos artistas y grupos mexicanos.

## Trayectoria
López Gavito inició su carrera a finales de la década de los 80, colaborando en la mercadotecnia e idea creativa de la empresa Universal Music Group para impulsar a grupos de género rap rock y rock alternativo. Junto con otros productores de la compañía, Gavito aprobó el lanzamiento del primer álbum de la banda Molotov, titulado ¿Dónde jugarán las niñas?, además de participar en la producción del video musical «Gimme the Power». A partir de ese momento, López Gavito se dedicó a cazar talentos y perfeccionar artistas para Universal Music. Años después trabajó también en la disquera EMI Music en donde colaboró en producciones como Amor a la mexicana de la cantante Thalía.
En 1993, la empresa mexicana TV Azteca elige a López Gavito para entrevistar al músico británico Paul McCartney, con motivo de su gira The New World Tour, con la cual se presentó dos fechas en México. Con TV Azteca, Gavito ha participado también como comentarista en transmisiones de los Premios Óscar. Desde el año 2004 hasta 2018, fue Vicepresidente de Marketing de The Walt Disney Company México.

## Crítico de televisión
Inició en 2002 como crítico invitado en el programa de televisión La Academia, durante el noveno concierto de exalumnos de la primera generación, concierto donde causó polémica por sus críticas a alumnos como Víctor, María Inés y Alejandro, de este último apuntando lo siguiente:

«Bueno, Alejandro, creo que hubo algo justo en tu interpretación, que fue, evidentemente como cantante eres un desastre.»
Arturo López Gavito

Sin embargo, alcanzó la popularidad ante la opinión pública cuando en 2004 fue seleccionado como parte del panel de críticos de la tercera generación de La Academia. Su personalidad destacó al ser etiquetado como "el juez de hierro" por el estilo directo de calificar a los participantes. Los comentarios de Gavito hacia los participantes causaron polémica por su dureza, así como sus altercados con sus compañeros de panel, Lolita Cortés y Enrique Guzmán, con quienes discutía durante los programas.En el año 2018, Gavito regresó a La Academia tras siete años de ausencia del programa a la televisión mexicana, siendo uno de los críticos más longevos del reality show.

## Publicaciones
- Libro "El coleccionista de experiencias" (2024)

En enero de 2024, editorial Aguilar publicó el libro "El coleccionista de experiencias" escrito por Gavito.

## Televisión
- XE-TU (1986) - Participante
- MasterChef Celebrity México (2022) -  Finalista

En agosto de 2022 fue elegido como participante de la cocina más famosa de México en su edición de celebridades llamada "MasterChef Celebrity México", en la cual llegó hasta la final junto a Lorena Herrera y Ricardo Peralta quién forma parte del dueto de influencers "Pepe y Teo", quién fue el ganador de esta temporada.